# Henryk Krzciuk
Henryk Krzciuk (ur. 28 kwietnia 1890 w Sikorzycach koło Dąbrowy Tarnowskiej, zm. 23 kwietnia 1954 w Ćwikowie) – działacz ludowy, poseł na Sejm II Rzeczypospolitej w latach 1928–1935.

## Życiorys
Ukończył gimnazjum i Akademię Handlową w Krakowie (1911). Od 1913 w armii austriackiej, w latach 1914–1918 walczył na froncie w stopniu porucznika, w okresie 1918–1920 w WP w 16.pp na froncie wschodnim. W latach 1921–1948 był dyrektorem Banku Spółdzielczego w Dąbrowie Tarnowskiej i właściciel gospodarstwa rolnego w Ćwikowie. Był założycielem kas Stefczyka w powiecie Dąbrowa Tarnowska. Działacz PSL „Piast”, od 1922 członek, w latach 1925–1931 prezes zarządu powiatowego. Działacz SL, w okresie 1933–1938 członek zarządu okręgowego. W latach 30. organizował wiele akcji politycznych i strajków chłopskich, aresztowany i więziony. Bliski współpracownik Wincentego Witosa. Podczas II wojny światowej mąż zaufania ZWZ. Po II wojnie światowej w SL i PSL.
Poseł II i III kadencji. W 1928 uzyskał mandat z listy Polskiego Bloku Katolickiego PSL”P” i ChD. W 1930 zdobył mandat z listy Centrolewu.